# Гонин
«Гонин» (яп. ゴニン (５人), в зарубежном прокате — англ. The Five) — фильм японского режиссера Такаси Исии, выпущенный в 1995 году, с Такэси Китано, Коити Сато и Масахиро Мотоки в главных ролях. Фильм стал первой актёрской работой Китано после аварии на мотоцикле в 1994 году; из-за проблем с глазом ему пришлось сниматься с пластырем на лице. «Гонин» был номинирован на премию Японской киноакадемии в категории «Лучший монтаж», а также на премию кинофестиваля в Локарно. Фильм получил положительные отзывы критиков, высоко оценивших «хаотичный» режиссерский стиль, музыкальное сопровождение, операторскую работу, а также яркие образы основных персонажей.

## Сюжет
Владелец небольшого клуба, Бандай, остро нуждается в деньгах для того, чтобы выплатить долги местным якудза. Вскоре, из-за ненависти к рэкетирам он принимает решение ограбить их. Собрав команду из пяти человек, так же как и он конфликтующих с якудза, он совершает нападение на бандитский склад, в результате которого завладевает крупной суммой денег. Налёт привлекает внимание криминального клана и за грабителями начинается охота. Мафия нанимает двух киллеров (Сибату и Киою), которые находят и хладнокровно убивают каждого из участников ограбления, а также их близких.

## В ролях
| Актёр            | Роль             |
| ---------------- | ---------------- |
| Коити Сато       | Микико Бандай    |
| Масахиро Мотоки  | Дзюнъити Мицуя   |
| Дзинпати Нэдзу   | Канамэ Хидзу     |
| Киппэи Сиина     | Джимми           |
| Наото Такэнака   | Сохэй Огивара    |
| Мегуми Ёкояма    | Намми            |
| Эико Нагасима    | Саки             |
| Маико Каваками   | хостес           |
| Хидэо Мурота     | Сикинэ           |
| Кадзуя Кимура    | Кадзума Сибата   |
| Синго Цуруми     | Сигеру Хисаматсу |
| Тосиюки Нагасима | Ясумаса Огоси    |
| Такэси Китано    | Итиро Киоя       |
| Тиаки Курияма    | дочь Огивары     |

## Приём

### Критика
Фильм получил преимущественно положительные оценки критиков. Обозреватели высоко оценили нервную, мрачную атмосферу бандитского «неонового» Токио, музыкальное сопровождение а также специфический стиль Такаси Исии, неоднозначно отозвавшись при этом об обилии крови и крайне жестоких сцен насилия (в фильме широко представлены эпизоды, содержащие убийства, пытки и изнасилования). Так, рецензент Movie Magazine International, Алекс Лау, к положительным сторонам фильма отнес хаотичную манеру повествования, которая, по его мнению, с одной стороны затрудняет восприятие, а с другой — подчеркивает безумие происходящего. Марк Савлов из Austin Chronicle уделил внимание операторской работе Ясуси Сасакибары, благодаря которой в фильме особенно удалось подчеркнуть образы отчаявшихся героев на фоне «душераздирающих актов насилия».

### Номинации
«Гонин» был номинирован на премию Японской киноакадемии 1996 года в категории «Лучший монтаж», а также на премию «Золотой леопард» в рамках кинофестиваля в Локарно 1995 года, но уступил картине Ненетт и Бони Клер Дени.